# قلعه شیروانه

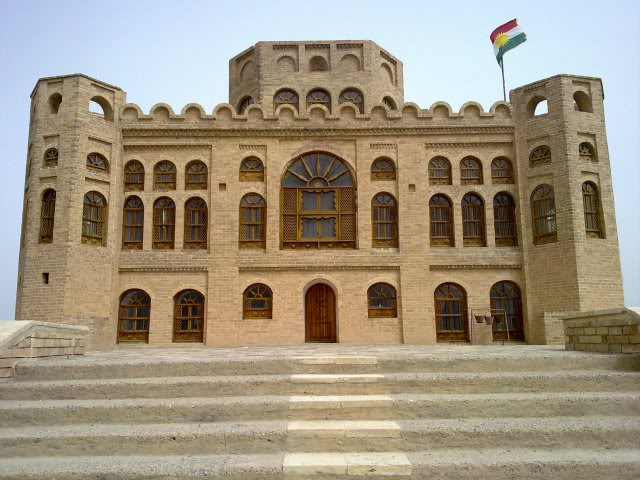
قلعه شیروانه

قلعه شیروانه از بناهای تاریخی شهر کلار در استان سلیمانیه کردستان عراق است.
بنای تاریخی قلعه شیروانه در محل ورودی شهر کلار از سوی شمال شرق و بر بالای تپه‌ای واقع شده و از دیدنی‌های شهر کلار است. این قلعه در ۱۷۳۴ میلادی در زمان محمد پاشا جاف به منظور اقامت وی و به عنوان محل مدیریت امور عشایری ساخته شده‌است. محمد پاشا جاف سرکرده ایل جاف بود.
قلعه شیروانه که بر روی رودخانه سیروان جای گرفته در دهه ۱۸۰۰ میلادی بازسازی شده و امروزه به صورت موزه‌ای برای یافته‌های تپه شیروانه درآمده‌است. این دژ از یک طبقه زیر زمین، دو طبقه فوقانی، یک تالار هشتی و یک موزه کوچک تشکیل شده‌است.
برخی بنای اولیه این دژ را از زمان انوشیروان ساسانی می‌دانند.